# 约翰·麦克劳德·鲍尔
约翰·麦克劳德·鲍尔爵士，FRS FRSE（Sir John Macleod Ball，1948年5月19日—），是英国数学家，曾任牛津大学塞德利安自然哲学教授。他于2003年至2006年担任国际数学联盟主席和牛津大学王后学院院士。他也是挪威科学与文学院的成员和美國數學學會的成员。他目前是赫瑞瓦特大学数学系教授，爱丁堡皇家学会主席。他同时也在爱丁堡大学有客座教授职位。

## 個人生活
他的妻子是女演员Sedhar Chozam-Ball，兩人育有三个孩子。